# Fiorenzo Galletti
Fiorenzo Galletti (1935) è un ex cestista italiano.

## Carriera
Playmaker di 185 cm, è stato campione d'Italia per cinque volte tra il 1953-1954 e il 1959-1960.

## Palmarès
- Campionato italiano: 5
Milano: 1953-54, 1956-57, 1957-58, 1958-59, 1959-60